# Louis Adriën Bähler
Louis Adriën Bähler (Kesteren, 2 oktober 1867 - Paterswolde, 22 maart 1941), was een vrijzinnig hervormd predikant. Bählers antimilitaristische en socialistische opvattingen brachten hem in conflict met de kerkelijke autoriteiten. In 1905 werd hij geschorst omdat hij stelde dat het christendom veel kon leren van het boeddhisme. Hij werd echter weer in zijn ambt hersteld door de landelijke synode van de Hervormde Kerk. Deze gebeurtenis was de directe aanleiding voor de oprichting van de Gereformeerde Bond binnen de Hervormde Kerk. In 1911 verliet Bähler de kerk.

## Jeugd en studie (1867-1895)
Bähler was de oudste zoon van Louis Henri Antoine Bähler en Johanna Maria Adriana Tieleman en stamde uit een oorspronkelijk uit Zwitserland afkomstig predikantengeslacht. Zijn vader sympathiseerde met de Heiligingsbeweging die sterk de nadruk legde op de plicht om zonder zonde te leven. De domineeszoon groeide op in het Veluwse Oosterwolde en in Lage Zwaluwe. Vanaf 1886 studeerde hij theologie in Groningen, waar zijn vader in 1881 predikant was geworden. Als student ging hij over tot de moderne, vrijzinnige richting in de theologie. Onder invloed van de boeken van Lev Tolstoj werd hij aanhanger van het christenanarchisme, het socialisme, het antimilitarisme en zette hij zich in voor de geheelonthouding. Met gelijkgezinden als Anne de Koe, Jacobus Lambertus Klein, Lodewijk van Mierop, Felix Ortt en Johannes van der Veer stichtte hij het Tolstojaanse antimilitaristische blad Vrede. Zijn geloof richtte zich op een mystieke essentie van het leven en richtte zijn op een zuivere, reine levenswandel. In 1893 promoveerde Bähler op een studie over De messiaansche heilsverwachting en het Israëlietisch koningschap.

## Predikant (1895-1912)
Pas in 1895, twee jaar na zijn promotie, kreeg hij zijn eerste beroep als predikant van Schiermonnikoog. Dit uitstel was het gevolg van Bählers onbewezen beschuldiging dat de directeur van het orthodox-protestantse weeshuis Neerbosch zich aan fraude had schuldig gemaakt. Hij kreeg hiervoor een boete. Bähler bleef tot 1902 predikant op Schiermonnikoog, waar hij zich inzette voor vegetarisme en de "reinlevenbeweging". Als geheelonthouder verving hij de avondmaalswijn door druivensap. Zijn modernistische opvattingen werden niet door alle gemeenteleden geaccepteerd. Een deel van hen verenigde zich in 1896 in een gereformeerde kerk. Naar aanleiding van "revolutionaire opvattingen" die hij in verschillende lezingen over dienstweigering had uitgedragen kreeg hij in 1897 een berisping van het bestuur van de classis Dokkum.
Bählers volgende gemeente werd het Friese Oosterwolde. Hier was hij geliefd bij zijn gemeenteleden, maar raakte hij ook in conflict met de kerkelijke autoriteiten vanwege het uitbrengen van Het 'christelijk' barbarendom in Europa. In het voorwoord van dit boekje stelde hij dat het boeddhisme nog veel kon leren aan het christendom. De Amsterdamse kerkenraad diende hierop in 1904 een klacht tegen Bähler in en verkreeg steun van zo'n 70 kerkenraden en 3 klassikale vergaderingen. Bähler werd daarop door het provinciale kerkbestuur van Friesland geschorst. De landelijke synode sprak hem op 24 juli 1905 echter vrij en hij kreeg de bevoegdheid terug het predikantsambt te mogen uitoefenen. Deze vrijspraak was de aanleiding voor de oprichting van wat nu heet de Gereformeerde Bond in de Protestantse Kerk in Nederland.
In 1909 vertrok Bähler naar Aduard, waar hij de nodige kerkgangers uit de stad Groningen wist te trekken. In 1911 raakte hij opnieuw in een conflict verzeild. In Aduard was een onderwijzer op beschuldiging van ontucht met minderjarige meisjes in hechtenis genomen. De onderwijzer genoot echter veel steun vanuit de plaatselijke gemeenschap. Bähler vond dat er een onpartijdig onderzoek ingesteld zou moeten worden en dat de onderwijzer niet meer - als het onderzoek zou uitwijzen dat de onderwijzer schuldig was - in zijn functie gehandhaafd zou kunnen worden, maar ander werk geboden moest krijgen. Het conflict liep na een preek van Bähler hierover hoog op. Hij en zijn vrouw werden belaagd door een woedende dorpsbevolking. Hij besloot vervolgens om zijn ambt van predikant neer te leggen.

## Na het predikantschap (1912-1941)
Bähler vestigde zich in 1912 met zijn vrouw Gesina Boerma op landgoed Lemferdinge bij Paterswolde en wijdde zich onder meer aan alternatieve geneeswijzen, waarbij vooral de iriscopie zijn belangstelling had. Ook verdiepte hij zich in theosofie en spiritisme. Zijn anarchistische en pacifistische idealen bleef Bähler in een groot aantal boeken en artikelen uitdragen. Hij was een van de initiatiefnemers van het Dienstweigeringsmanifest in 1915, waarvan hij de conceptversie maakte en schreef vele boeken en artikelen. In 1941 overleed de bijna blinde Bähler.

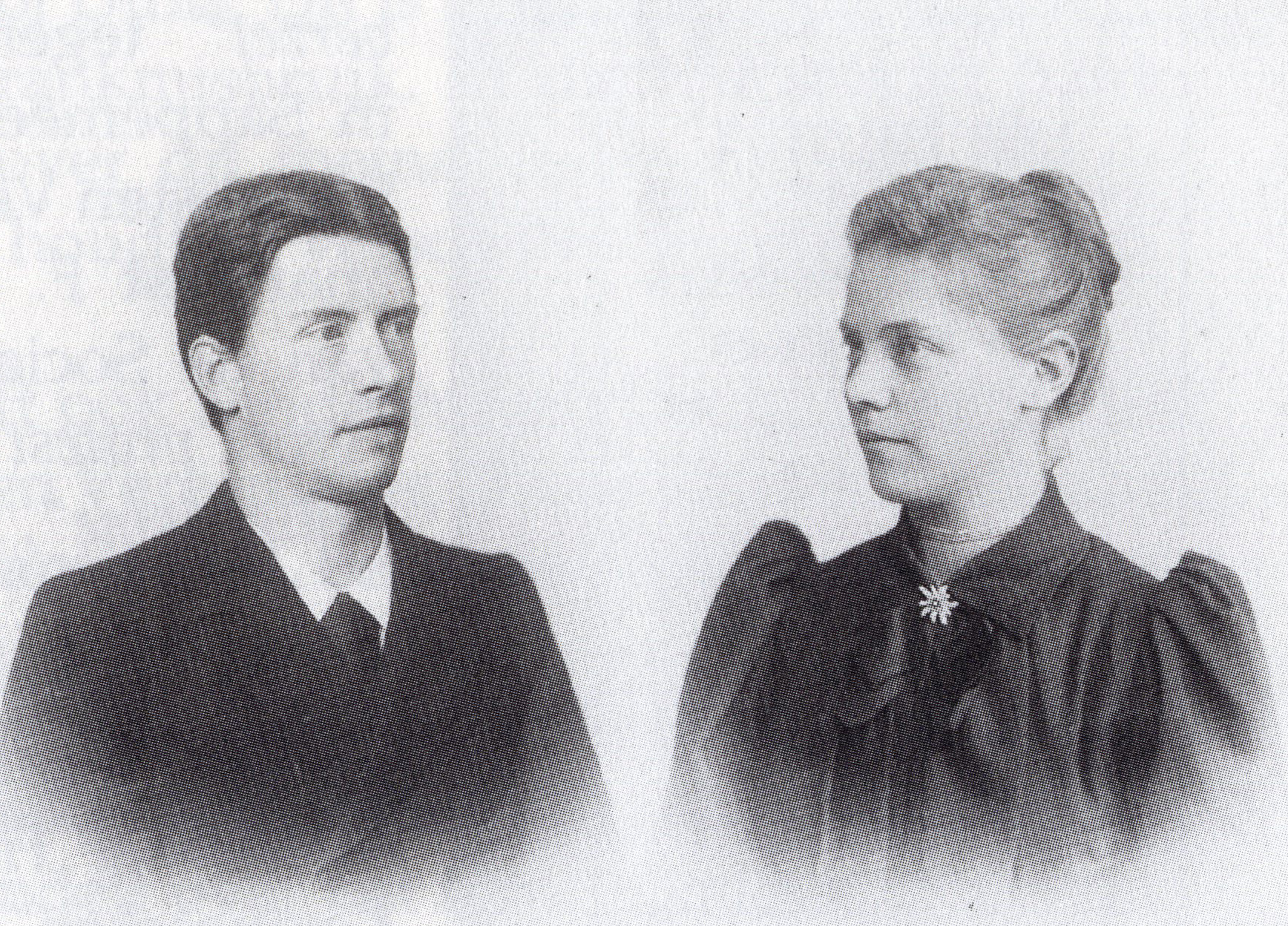
Gesina Boerma en Louis Adriën Bähler twee weken voor hun huwelijk in 1894
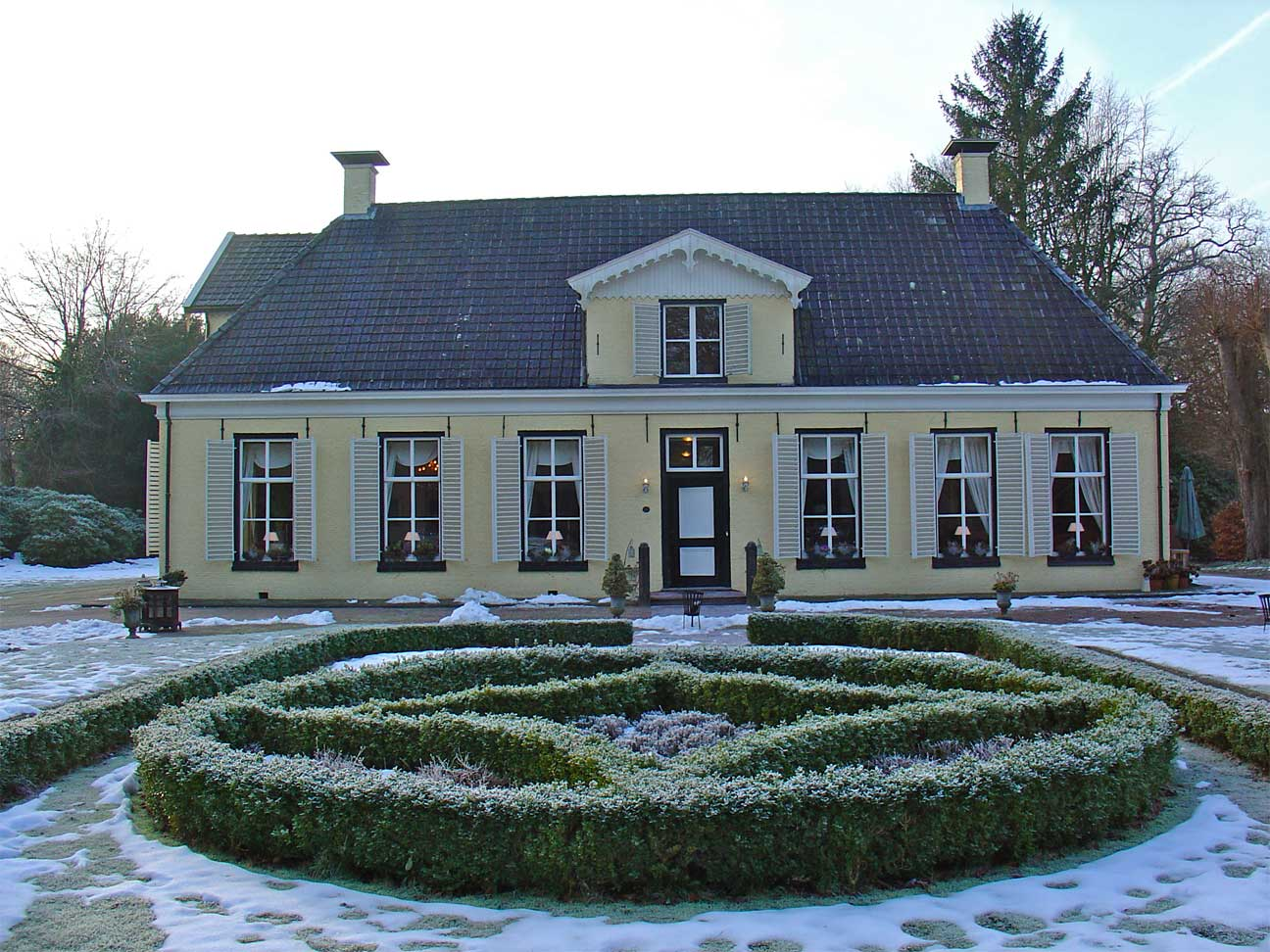
Lemferdinge, vanaf 1912 de woning van het echtpaar Bähler-Boerma

- Biografisch Portaal: 25314895
- Digitale Bibliotheek voor de Nederlandse Letteren: bahl001
- Gemeinsame Normdatei: 127401326
- International Standard Name Identifier: 0000 0000 1429 0302
- Library of Congress Control Number: no2012093703
- Nederlandse Thesaurus van Auteursnamen: 069863512
- Virtual International Authority File: 52710463
- WorldCat: E39PBJbCPgdq88KrBT3dXyQ8YP